# Galeria d'Art de Leeds
La Galeria d'Art de Leeds (Leeds Art Gallery) de Leeds, West Yorkshire, Anglaterra, és una galeria que forma part del grup de Leeds Museums &amp; Galleries, i la seva col·lecció d’art britànic del segle xx va ser citada pel govern britànic el 1997 com a col·lecció "d'importància nacional". La seva col·lecció també inclou obres d'art del segle xix i anteriors. És un edifici catalogat de propietat i administrat per l’Ajuntament de Leeds, enllaçat a l'oest amb la biblioteca central de Leeds i a l'est mitjançant un pont amb l’Institut Henry Moore amb el qual comparteix algunes escultures. Una escultura de Henry Moore , Reclining Woman: Elbow (1981), es troba davant de l'entrada. El vestíbul conté l'escultura cívica més antiga de Leeds, una estàtua de marbre de la reina Anna de 1712.
Enfront de la galeria es troba Victoria Square, en l'extrem oriental de la qual es troba el monument a la guerra de la ciutat. Aquesta plaça s'utilitza sovint per a mítings i manifestacions.

## Història

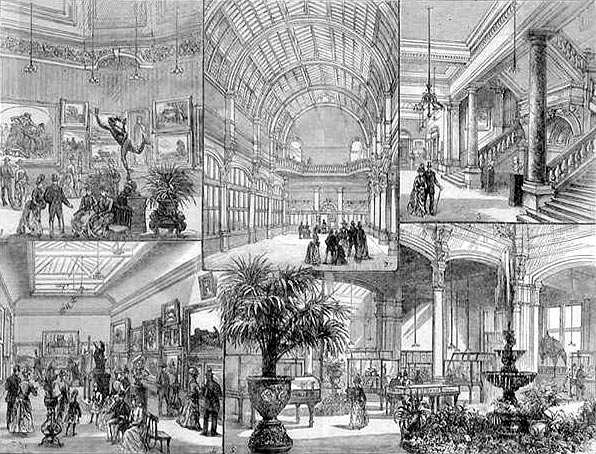
Inauguració de la Galeria d'Art de la Ciutat de Leeds el 1888 per la Illustrated London News

El concepte original d'aquesta galeria va ser iniciat per un comitè executiu format el 1876 amb aquest propòsit, per la Leeds Fine Art Society. El comitè original va incloure al seu president, el Marquès de Ripon, el secretari John Joseph Willson, el reverend John Gott (vicari de Leeds, fill de Benjamin Gott), John Atkinson Grimshaw, i arquitecte W.H. Thorp. La galeria va ser construïda entre 1886 i 1888 per W. H. Thorp, com una extensió als edificis municipals a l'oest (construïda 1878–1884 per George Corson, que ara acull la Biblioteca Central de Leeds). Es va inaugurar el 3 d'octubre de 1888 com la Leeds City Art Gallery i va ser pagat per subscripció pública, recollida en honor del Jubileu d'Or de la Reina Victòria el 1887. Va ser inaugurat per l'alcalde, Alderman Scarr, amb l'artista Hubert von Herkomer en presència. El que ara és el Tiled Hall Cafè va ser la galeria d'escultures, havent estat modificat de la Sala de Lectura de la biblioteca pública adjacent, per a ser il·luminat per llum elèctrica. Totes les altres galeries van ser il·luminades per la llum del dia de les teulades. El nou edifici tenia una cort central de dues cuines amb un sostre de cristall i una font de ceràmica de Burmatofts. (Més tard es va posar un pis per a crear espai addicional.)
El 1912 es va crear el Fons de Col·leccions d'Art de Leeds (ara conegut com el Fons d'Art de Leeds) per a donar suport a les adquisicions de la galeria. En la seva exposició centenària de 2012, va mostrar les 430 obres que havia ajudat a adquirir per a la ciutat.
L'any 1982 es va modificar, girant l'entrada des de l'est cap al sud, a la Capçalera, amb una ampliació per a la col·lecció d'escultura. Un altre desenvolupament va ser la conversió de tres cases victorianes al carrer Cookridge a l'Institut Henry Moore, que ara està enllaçat per un pont amb la galeria i conté les principals col·leccions d'escultures. El nou edifici va ser inaugurat per Elisabet II del Regne Unit el 26 de novembre de 1982.
El juny de 2007 es va completar una renovació d'1,5 milions de lliures, inclosa l'obertura del magnífic Saló de rajoles victorianes (utilitzat com a cafeteria i llibreria) que uneix la galeria i la biblioteca, i l'antiga Galeria de la Reina va rebre el nom de l'empresari local i mecenes de les arts, Arnold Ziff. A la planta primera hi ha accés directe des de la galeria a la Biblioteca d'Art. La galeria inclou una sala de conferències a la planta baixa que porta el nom d'Henry Moore que s'utilitza per a diversos esdeveniments.
Va tornar a tancar el gener de 2016 per una àmplia renovació, i es va reobrir el 13 d'octubre de 2017. La renovació va posar al descobert el sostre de vidre de la Galeria del Tribunal Central, que havia estat cobert per un fals sostre. Es va proporcionar una pintura mural abstracta de Lothar Götz per il·luminar l'escala victoriana.

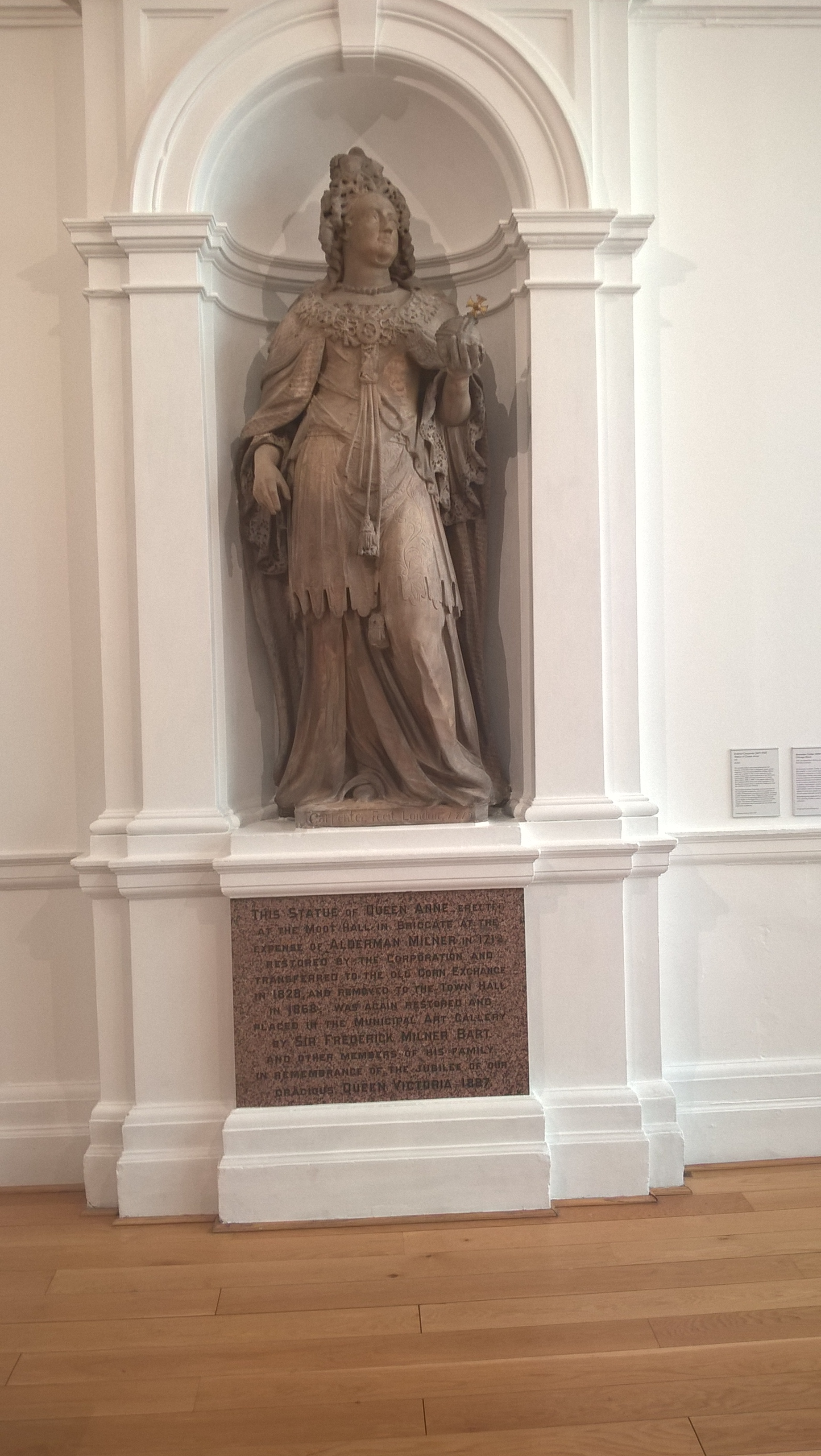
1712 estàtua de la reina Anna
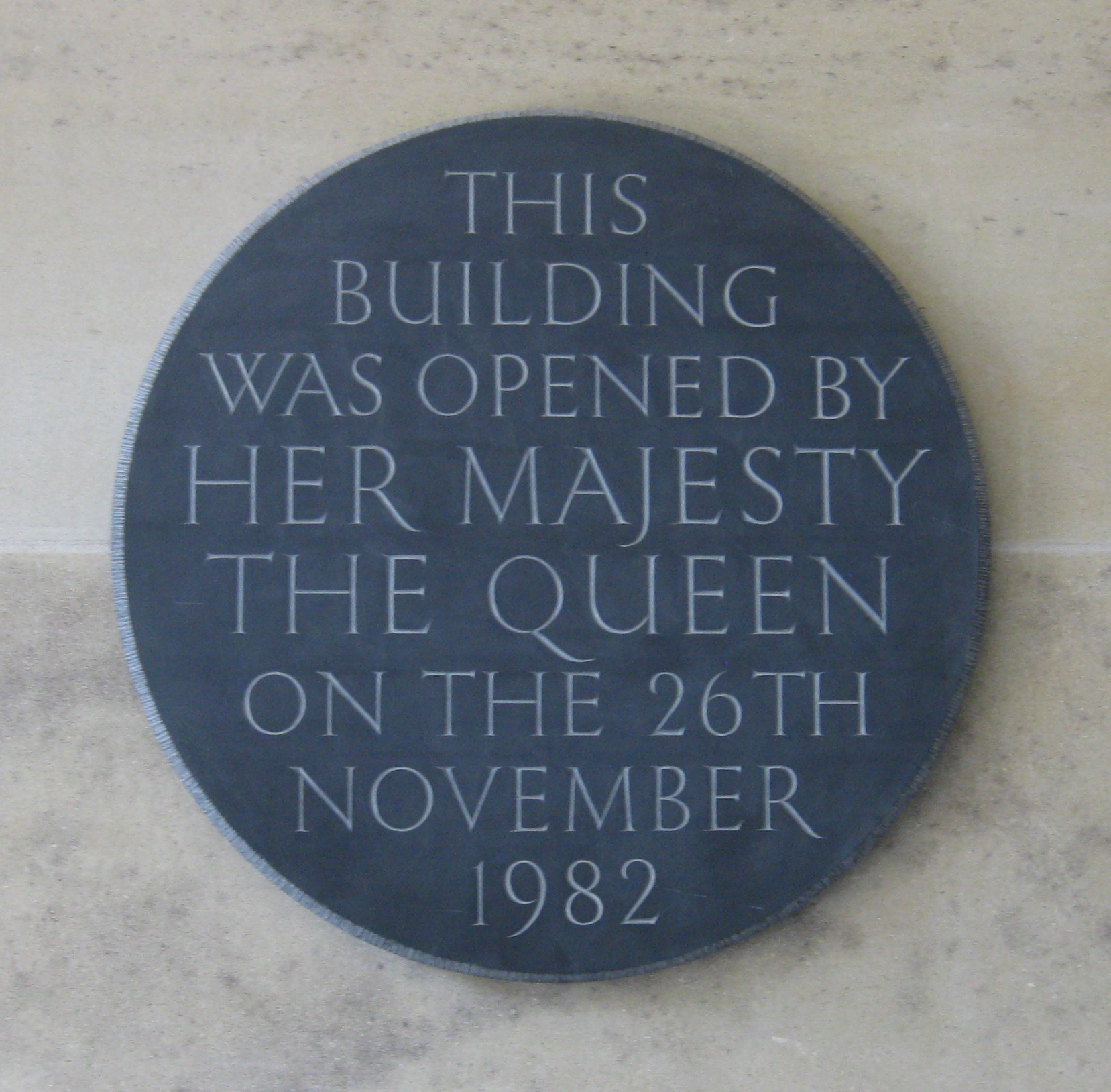
Placa commemorativa de 1982
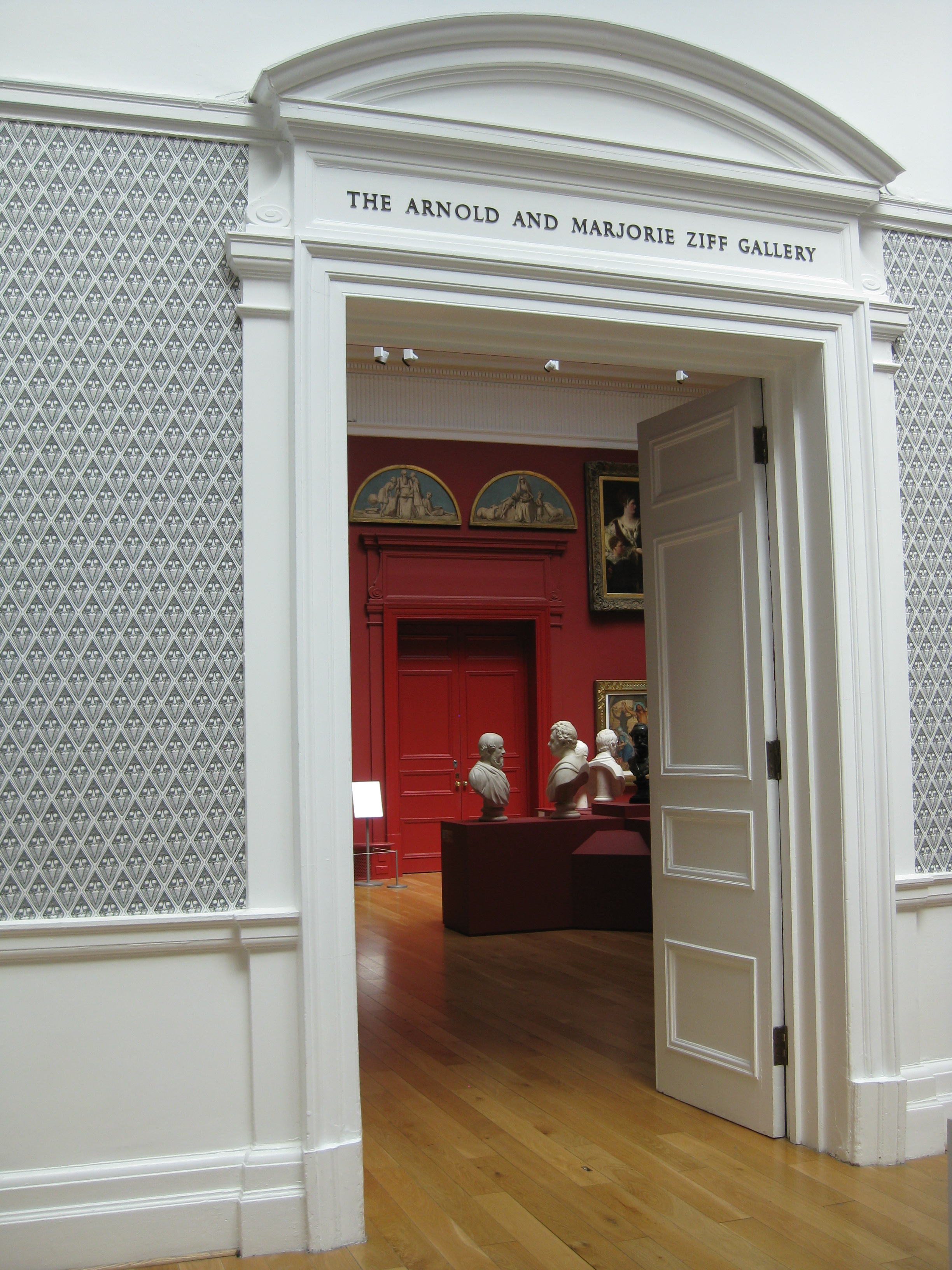
Ziff Gallery (abans Queen's Room)
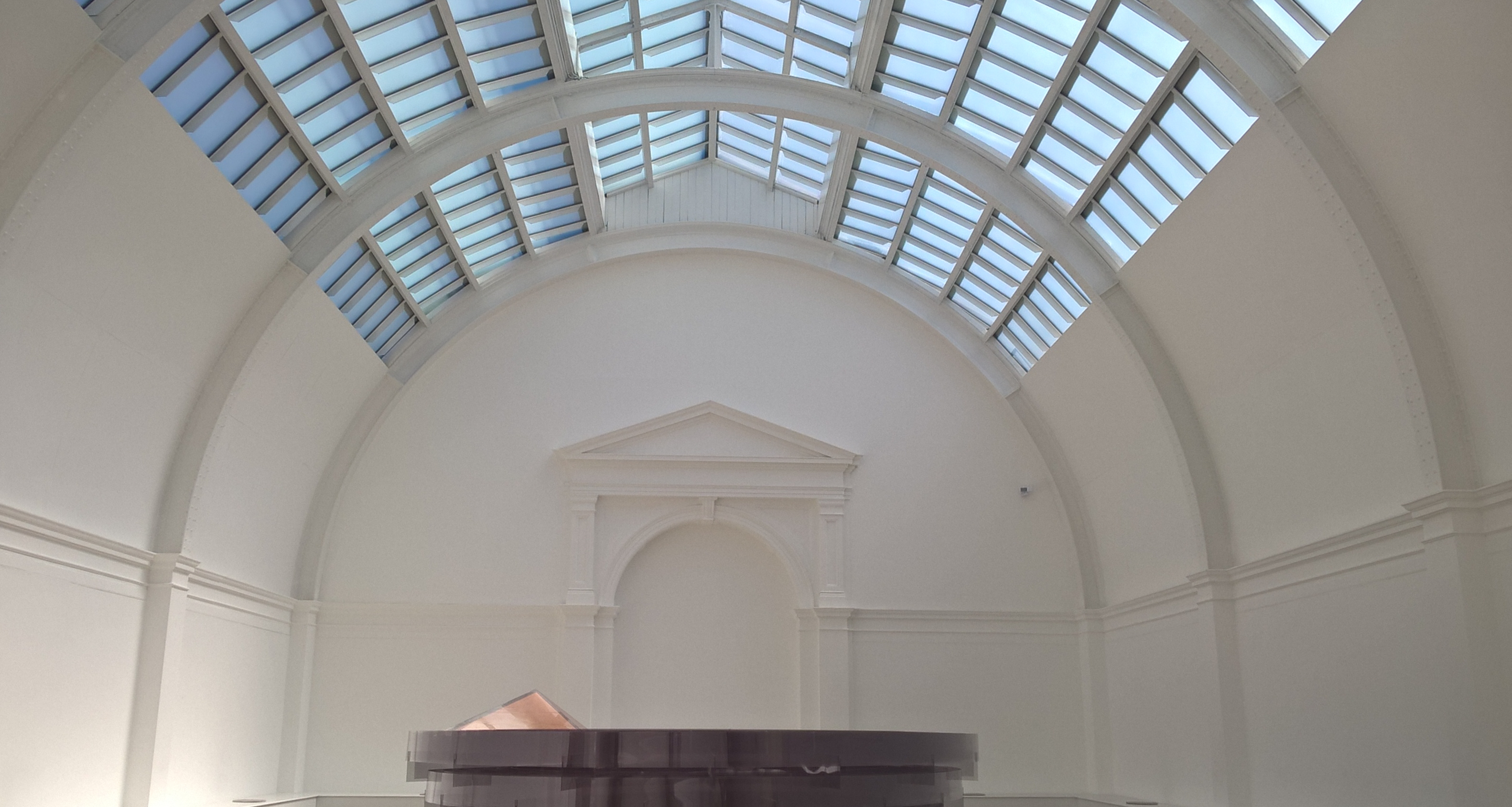
El sostre de vidre es va descobrir l'any 2016
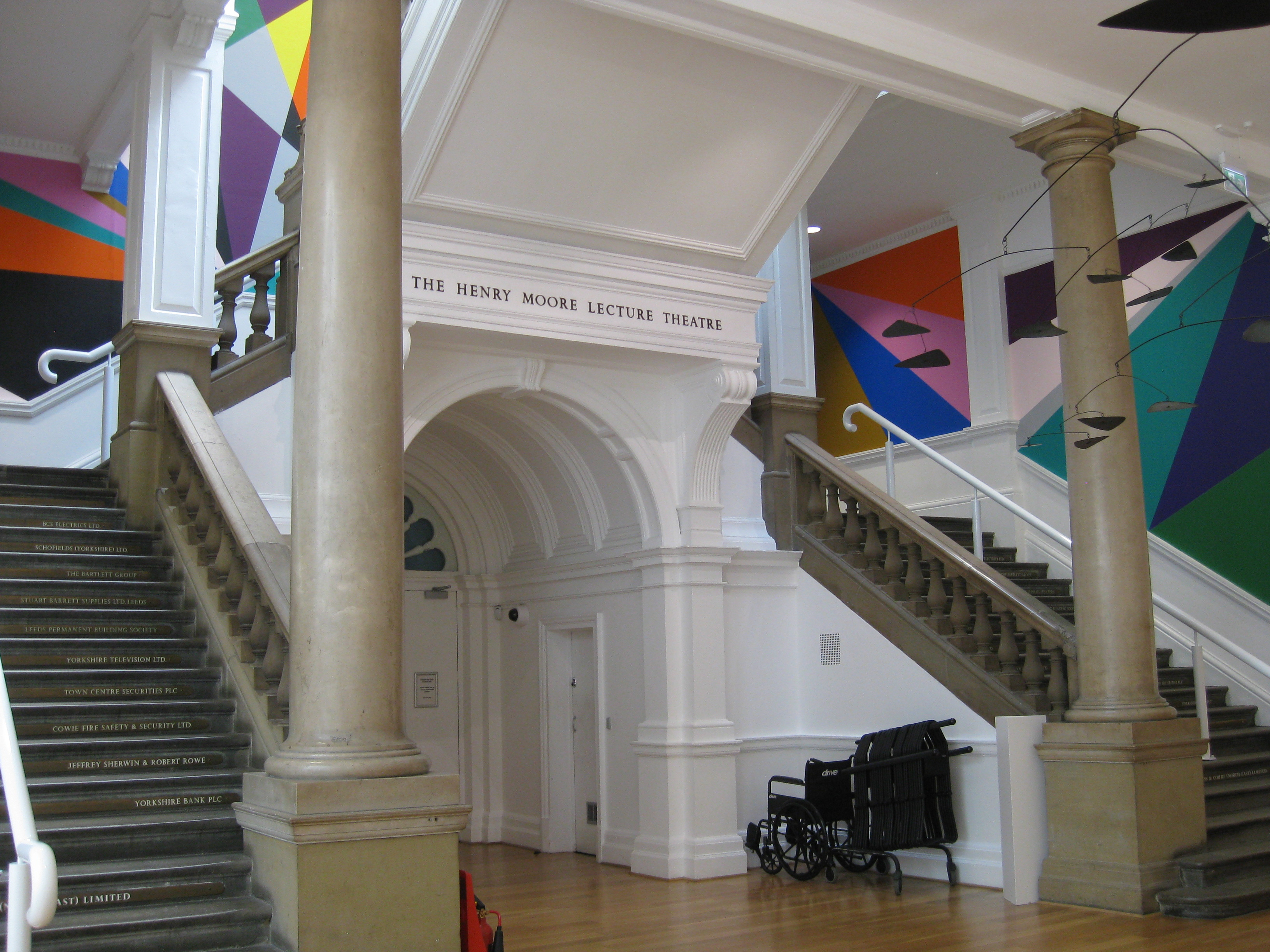
Escala principal i sala de conferències
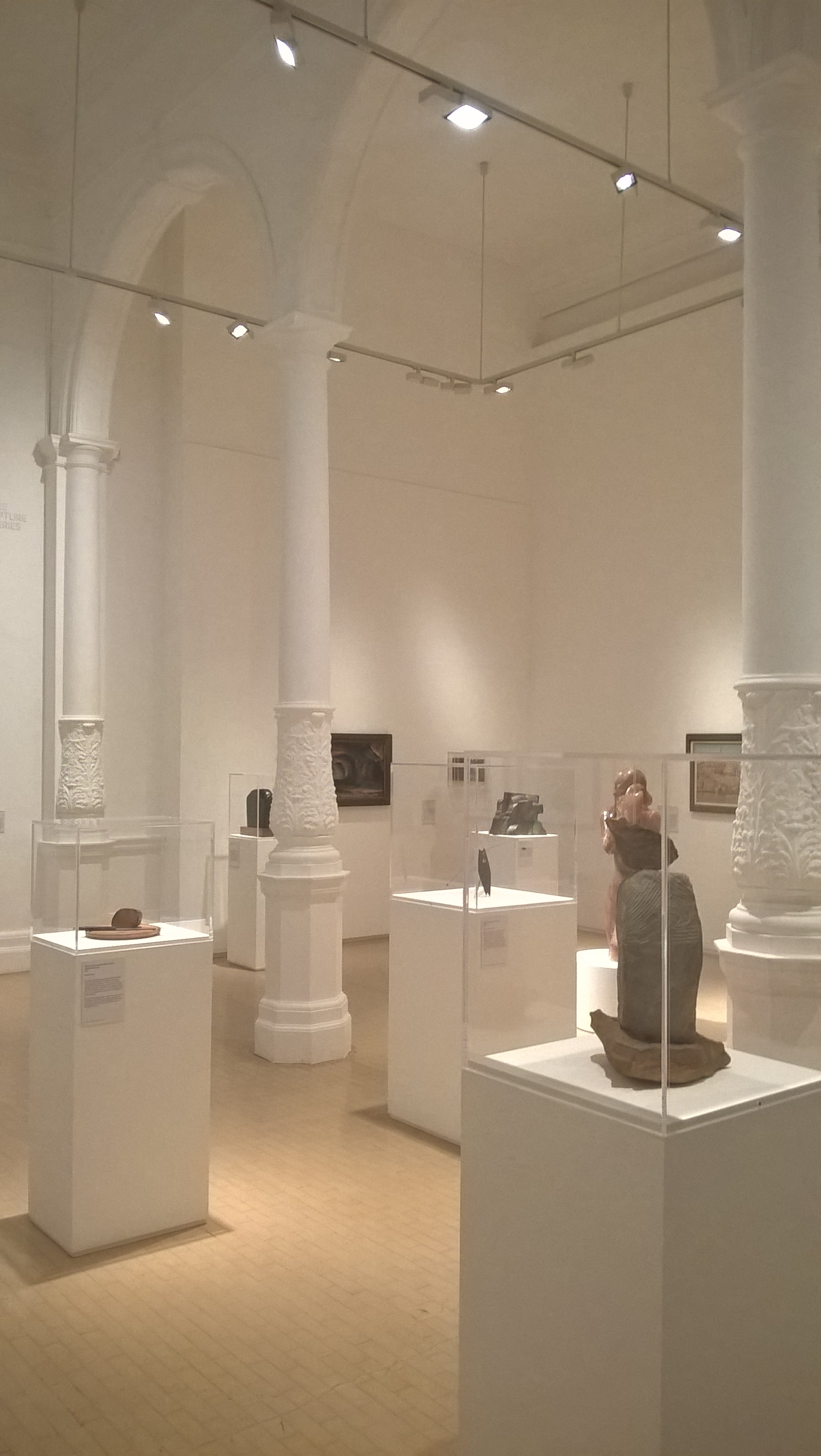
Galeria d'escultures de la planta baixa
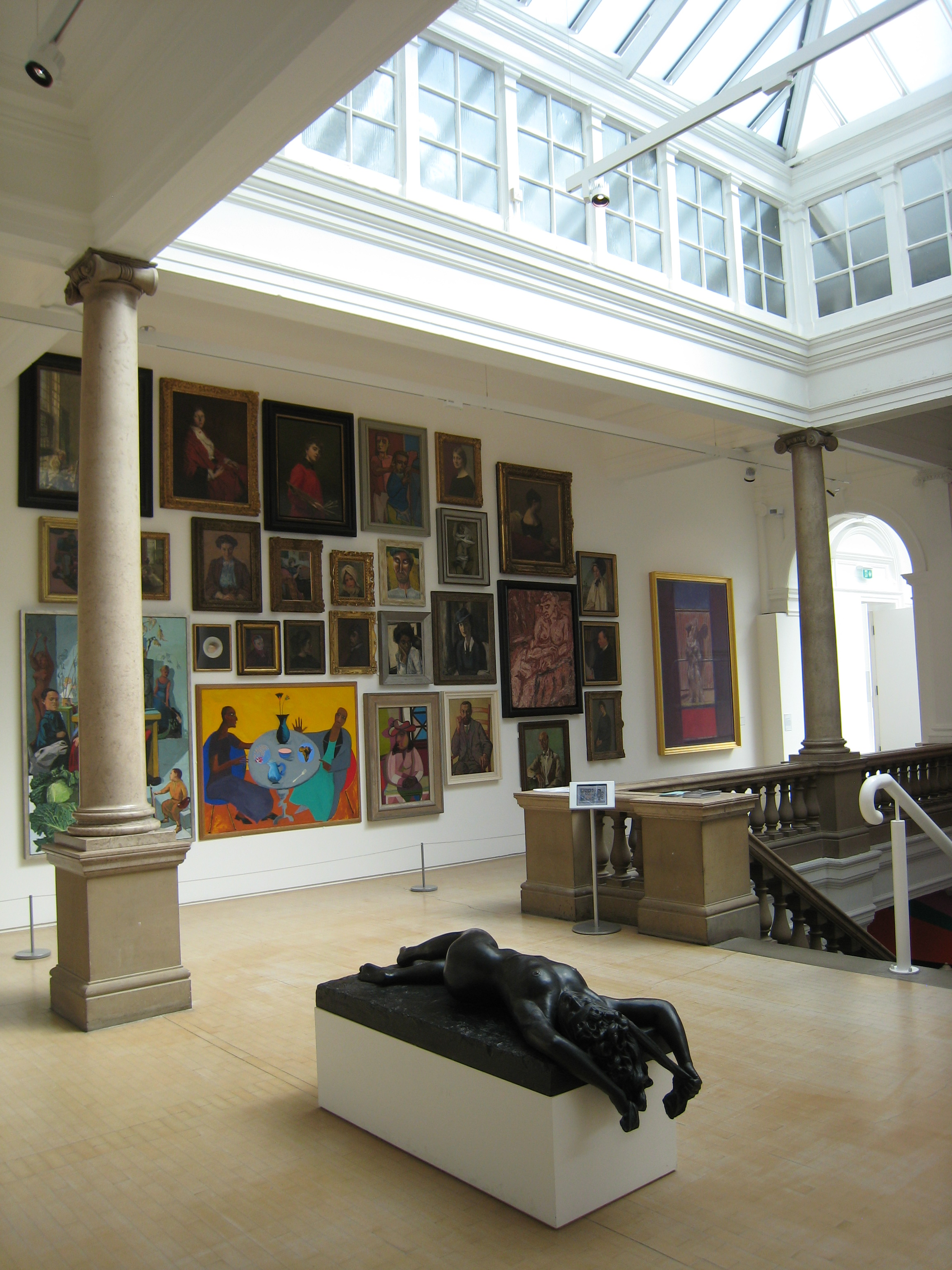
Planta baixa i zona d'exposició

## En pantalla
Les obres exposades en les galeries inclouen:
- Pintures

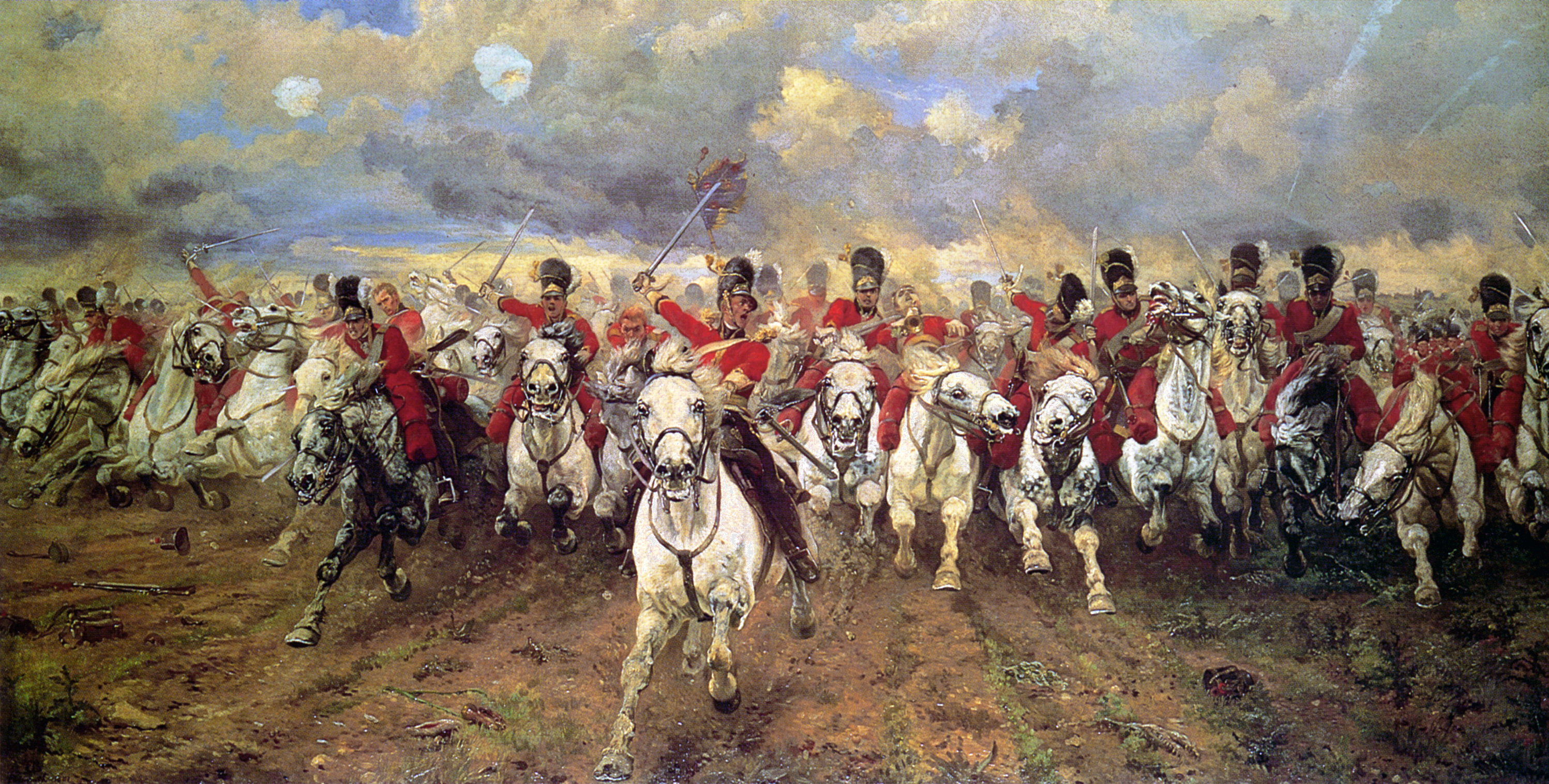
Scotland Forever! (1881) Elizabeth Thompson

  - L'ombra de la mort (1870–73), William Holman Hunt
  - Scotland Forever! (1881), Elizabeth Thompson
  - La dama d'honor (1883–85), James Tissot
  - La senyora de Shalott mirant a Lancelot (c.1894), J. W. Waterhouse
  - La mina d'estany (1942), Graham Sutherland
- Escultura
  - Hieroglyph - Barbara Hepworth
  - Mare i fill - Henry Moore
  - The Leeds Brick Man - Anthony Gormley

## "Deu obres clau"

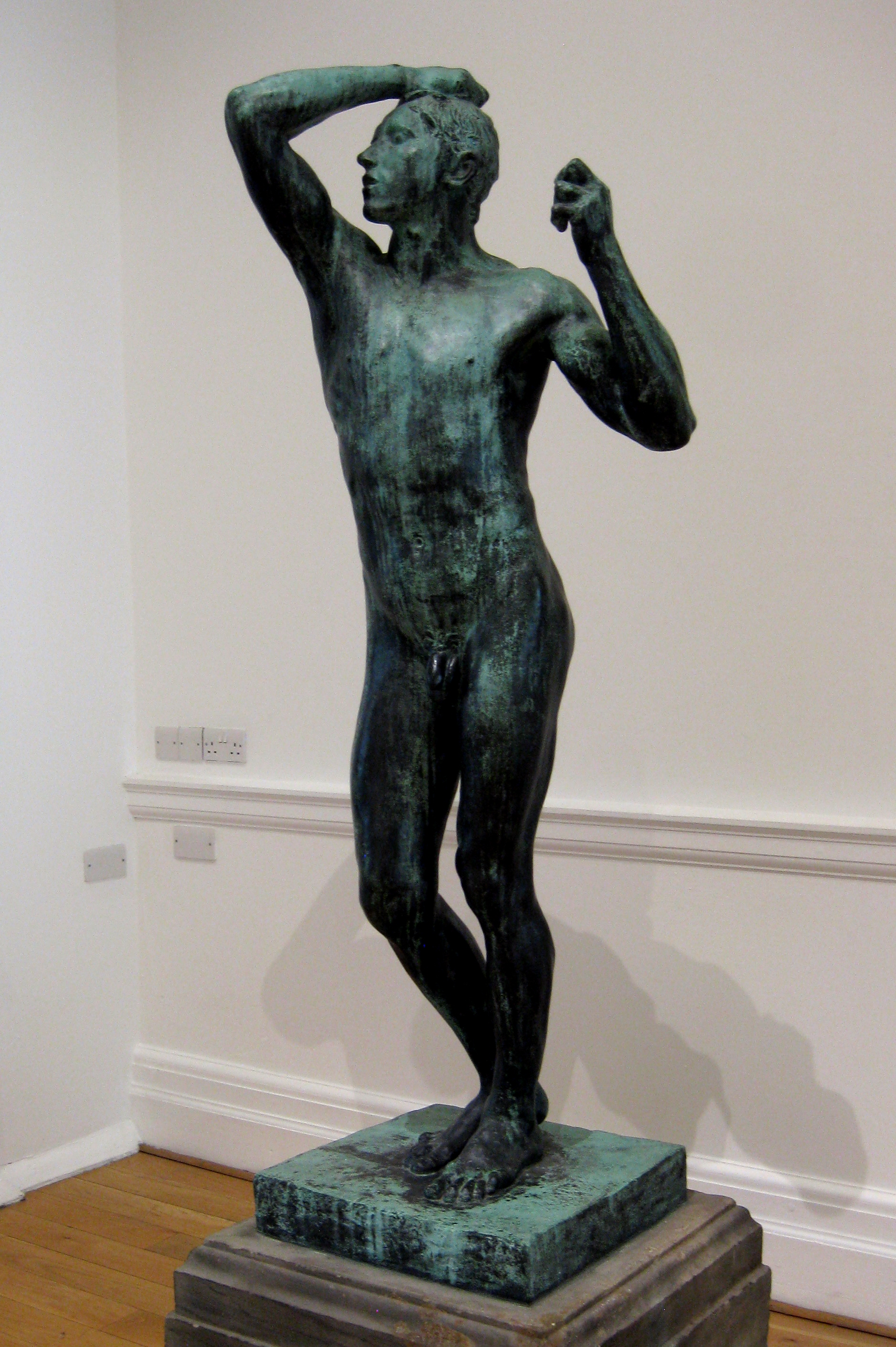
L'edat del bronze, de Rodin

El fullet de visitants de la galeria suggereix "Deu obres clau" per a una visita breu i enumera els següents elements (en ordre de data):
- Retribució, Edward Armitage, 1858
- L'edat del bronze, Auguste Rodin, 1877
- La Vall de les Ombres, Evelyn De Morgan, 1899
- Maternitat, Jacob Epstein, 1910
- Praxitella, Percy Wyndham Lewis, 1921
- Figura reclinada, Henry Moore, 1929
- Pintura, Francis Bacon, 1950
- Bandera postal (Union Jack), Tony Cragg, 1981
- Maquette per a Leeds Brick Man, Antony Gormley, 1986
- L'artista en el seu estudi, Paula Rego, 1993